# Episodi di Breaking Bad (quarta stagione)
La quarta stagione della serie televisiva Breaking Bad è stata trasmessa in prima visione negli Stati Uniti d'America dall'emittente AMC dal 17 luglio al 9 ottobre 2011.
In Italia, la stagione è andata in onda dal 6 luglio al 14 settembre 2012 su AXN, mentre è stata trasmessa in chiaro su Rai 4 dal 16 gennaio al 10 aprile 2013.

Jesse Pinkman nel deserto del New Mexico (4x05)

| nº | Titolo originale  | Titolo italiano       | Prima TV USA      | Prima TV Italia   |
| -- | ----------------- | --------------------- | ----------------- | ----------------- |
| 1  | Box Cutter        | Il taglierino         | 17 luglio 2011    | 6 luglio 2012     |
| 2  | Thirty-Eight Snub | Calibro 38            | 24 luglio 2011    | 13 luglio 2012    |
| 3  | Open House        | Casa aperta           | 31 luglio 2011    | 20 luglio 2012    |
| 4  | Bullet Points     | La versione di Skyler | 7 agosto 2011     | 27 luglio 2012    |
| 5  | Shotgun           | L'autolavaggio        | 14 agosto 2011    | 3 agosto 2012     |
| 6  | Cornered          | Messi all'angolo      | 21 agosto 2011    | 10 agosto 2012    |
| 7  | Problem Dog       | Un cane difficile     | 28 agosto 2011    | 17 agosto 2012    |
| 8  | Hermanos          | Fratelli              | 4 settembre 2011  | 24 agosto 2012    |
| 9  | Bug               | Cimici                | 11 settembre 2011 | 31 agosto 2012    |
| 10 | Salud             | Alla salute           | 18 settembre 2011 | 7 settembre 2012  |
| 11 | Crawl Space       | Nuove identità        | 25 settembre 2011 | 7 settembre 2012  |
| 12 | End Times         | Cercando vendetta     | 2 ottobre 2011    | 14 settembre 2012 |
| 13 | Face Off          | Fine della storia     | 9 ottobre 2011    | 14 settembre 2012 |

## Il taglierino
- Titolo originale: Box Cutter
- Diretto da: Adam Bernstein
- Scritto da: Vince Gilligan

### Trama
In un flashback si vede la felicità provata da Gale quando ammira i nuovi macchinari, appena arrivati nel laboratorio. Poco dopo arriva Gus e nel colloquio che segue, Gale gli riferisce di aver appurato che la metanfetamina analizzata (di Walter) è di una qualità eccellente: nonostante Gus sia deciso a non mettersi più in affari con Walter (a seguito del primo loro rapporto che ha fruttato ad Heisenberg un milione e mezzo), Gale gli chiede di poter conoscere colui che l'ha sintetizzata. Si scopre quindi che Gus aveva offerto (dapprima vanamente) a Walt di lavorare nel laboratorio su richiesta di Gale, offerta poi accettata da Heisenberg.
Tornando al presente, dopo che Jesse ha ucciso Gale, Victor arriva troppo tardi sul luogo del delitto, ma vede Jesse sotto shock nella sua auto e lo porta al laboratorio. Walt e Jesse passano tutta la notte in ostaggio di Victor e Mike, in attesa di conoscere la reazione di Gus all'assassinio di Gale. Victor vuole dimostrare che potrebbe cucinare lui stesso la metanfetamina senza l'aiuto di Walt e Jesse. Quando Gus arriva nel laboratorio, in silenzio si cambia i vestiti ed estrae un taglierino, intimorendo Walt e Jesse. Gus uccide brutalmente Victor (perché visto da testimoni a casa di Gale e per mandare un messaggio ai due ribelli) sgozzandolo con freddezza e successivamente ordina ai due di tornare al lavoro. Prima di farlo, il cadavere di Victor viene sciolto nell'acido. Nel frattempo, Saul è ossessionato dal timore di essere controllato e quindi cerca delle cimici nel suo ufficio. La riabilitazione di Hank continua faticosamente e quest'ultimo inizia a interessarsi ai minerali.
- Guest star: David Costabile (Gale Boetticher).
- Altri interpreti: Jeremiah Bitsui (Victor), Lavell Crawford (Huell Babineaux), Tina Parker (Francesca Liddy), John Lawlor (Adam), John Barbour (Vicino), Victoria Aultman (Cameriera).

## Calibro 38
- Titolo originale: Thirty-Eight Snub
- Diretto da: Michelle MacLaren
- Scritto da: George Mastras

### Trama
Walt compra illegalmente un'arma con l'intenzione di uccidere il suo capo. Mike nel frattempo è fermo a un bar, ancora scosso per aver visto Gus uccidere Victor. Intanto a casa di Jesse arrivano Badger e Skinny Pete e dopo aver consumato della droga, organizzano una mega-festa utilizzando il nuovo stereo di Jesse. Il giorno dopo la casa è una discarica e i due amici di Jesse vogliono mandare via tutti e pulire, ma quest'ultimo dice di far continuare la festa. Nel frattempo, Walt e Jesse, tornati al lavoro, sono osservati da un nuovo supervisore, Tyrus, e costretti a pesare due volte il prodotto, trattandosi, a detta di Mike, di una "nuova politica"; l'uomo aggiunge inoltre che Walter non potrà mai più rivedere Gus. Skyler si apposta presso l'autolavaggio prendendo appunti sul valore della proprietà. Hank continua la riabilitazione mostrando lievi e incoraggianti miglioramenti, ma dopo che la seduta termina, tratta male la moglie dicendole di andarsene dalla sua stanza. Quella sera Walt si reca a casa di Gus per ucciderlo ma mentre si avvia a piedi, riceve una telefonata che gli dice di tornare a casa. Il giorno seguente Skyler va all'autolavaggio per fare una proposta d'acquisto, ma il proprietario chiede cifre esorbitanti a causa dei suoi passati rapporti con Walt. Walt segue Mike in un bar, cerca di spiegargli le sue azioni, finalizzate a difendere sé stesso e Jesse, e gli chiede aiuto per uccidere Gus: per tutta risposta, Mike lo pesta. Nel frattempo, finita la festa e rimasto solo, Jesse mostra evidenti segni di squilibrio.
- Guest star: Jim Beaver (Lawson), Matt L. Jones (Badger), Emily Rios (Andrea Cantillo), Charles Baker (Skinny Pete).
- Altri interpreti: Marius Stan (Bogdan Wolynetz), Ray Campbell (Tyrus Kitt), Tank Jones (Chuck), Ian Posada (Brock Cantillo), John Christopher Hicks (Motociclista), Jefferson Arca (Corriere), Sarah Minnich (Ragazza del party), David Robinson (Voce dello spot).

## Casa aperta
- Titolo originale: Open House
- Diretto da: David Slade
- Scritto da: Sam Catlin

### Trama
Walt trova nel laboratorio una telecamera controllata a distanza che lo segue in ogni suo spostamento e mostra tutto il suo disappunto. Skyler si reca a casa di Walt con l'intenzione di parlargli dell'acquisto dell'autolavaggio e scopre che ha un occhio gonfio e quindi inizia a preoccuparsi della sua incolumità. Marie si interessa a varie case e sembra volerle acquistare sotto falso nome, ma in una ruba un cucchiaino di argento; tornata a casa trova Hank, che poco prima stava guardando un film pornografico e che si conferma burbero e maleducato con lei. Walt e Skyler si mettono in contatto con Saul per acquistare l'autolavaggio e riescono finalmente a trovare un cavillo per comprarlo. Jesse nel frattempo sembra sprofondare sempre più nel vortice della droga. Hank scopre che la moglie sta ricadendo nella cleptomania; ricomincia inoltre a interessarsi alle indagini, in particolare al caso dell'omicidio del chimico Gale, per il quale un collega - lo stesso che ha impedito che Marie venisse arrestata - gli chiede aiuto.
- Guest star: Nigel Gibbs (Detective Tim Roberts), Jennifer Hasty (Stephanie Doswell), Bill Burr (Patrick Kuby), Jeremy Howard (Dibble).
- Altri interpreti: Marius Stan (Bogdan Wolynetz), Lavell Crawford (Huell Babineaux), Ray Campbell (Tyrus Kitt), Ralph Alderman (Agente immobiliare), Delana Michaels (Proprietaria della casa), Jonathan Richards (Proprietario della casa), Stephen Braddock (Partecipante alla festa).

## La versione di Skyler
- Titolo originale: Bullet Points
- Diretto da: Colin Bucksey
- Scritto da: Moira Walley-Beckett

### Trama
Un camion di "Los Pollos Hermanos", trasportante metanfetamina di proprietà di Gus, viene assaltato da uomini del cartello mentre Mike è nascosto all'interno per proteggere il contenuto. Dopo aver ucciso il conducente e crivellato di colpi il camion, i due ispanici salgono a bordo ma vengono freddati da Mike, rimasto vivo ma ferito all'orecchio. 
Walt e Skyler si preparano a raccontare una versione concordata per spiegare al resto della famiglia la loro situazione economica, rinvigorita grazie a una milionaria vincita illegale di Walt a blackjack: grazie a questi soldi, i White potranno comprare l'autolavaggio. Arrivati a casa dei cognati, Hank fa vedere a Walt e Walter Jr. un video, prelevato dalla polizia dall'appartamento di Gale, che mostra quest'ultimo cantare in karaoke una canzone in atteggiamento demenziale: Walter rimane scioccato e triste alla vista di ciò. Più tardi, dopo aver rivelato la vicenda del gioco d'azzardo, mentre Skyler finge di piangere in seguito al racconto che ha inventato, Walt si allontana dalla tavola e si reca nella camera di Hank dove prende il fascicolo di Gale che contiene tutti i suoi appunti riguardanti il laboratorio e foto e documenti legati al suo omicidio, in cerca di possibili indizi verso di sé o di Jesse. Poco dopo sopraggiunge Hank, tuttavia Walt non viene scoperto mentre fruga tra i documenti nella stanza del cognato e riesce a convincerlo a farsi mostrare il fascicolo relativo a Gale. 
Hank spiega la vicenda a Walt, parlando di Gale come Heisenberg e mostrandogli gli appunti del laboratorio, prova che il chimico era coinvolto in una grossa operazione di droga; inoltre Walt scopre il suo carattere semplice, la sua intelligenza e la sua cultura. Hank fa notare a Walt una misteriosa dedica a un certo "W.W." riportata sul quaderno di appunti del laboratorio: Walt capisce di essere proprio il destinatario della dedica, segno della grande ammirazione che Gale aveva per lui; Hank scherzosamente accosta le due iniziali al nome di Walter White, ma Walt riesce a scamparla facendo notare la passione di Gale per il poeta Walt Whitman. Emerge che la polizia non ha fatto molti progressi eccetto trovare alcune impronte, che potrebbero quindi ricondurre a Jesse, autore del delitto.
Allora Walter si reca immediatamente dal ragazzo, ma giunto a casa sua, scopre tutto il degrado di cui il giovane si è circondato; infatti vi sono molte persone per terra addormentate, immerse nell'immondizia e con musica a tutto volume. Riesce a trovare il ragazzo, che si è rasato i capelli, e inizia a porgli una serie di domande per accertarsi che la polizia non riesca ad arrivare a lui durante le indagini. Ma Jesse, spinto a ricordare l'omicidio a sangue freddo che ha compiuto, fa sbattere fuori di casa Walt da due tossicodipendenti.
Walter si reca allora da Saul, il quale gli riferisce di non preoccuparsi per la questione dato che gli agenti della DEA, e specialmente Hank, non avranno intenzione di coinvolgere Jesse, dato il precedente pestaggio che quest'ultimo subì tempo prima dal cognato di Walt. L'uomo però confida all'avvocato tutta la sua preoccupazione vedendo la brutta piega che tutta la vicenda ha preso; e allora Saul propone una soluzione: contattare un uomo che dietro compenso si occuperà di far sparire e rendere irrintracciabili Walt e tutta la sua famiglia. Walter però non sembra volere prendere una decisione così drastica e rifiuta l'offerta. Il mattino dopo, Mike preleva Jesse da casa sua ed entrambi iniziano a viaggiare verso una destinazione ignota.
- Guest star: David Costabile (Gale Boetticher), Jeremy Howard (Dibble).
- Altri interpreti: Ray Campbell (Tyrus Kitt), Frank Andrade (Ladro), Paul Neis (Supporto capogruppo), Brittany Gustin (Ragazza).

## L'autolavaggio
- Titolo originale: Shotgun
- Diretto da: Michelle MacLaren
- Scritto da: Thomas Schnauz

### Trama
Walt è diretto a Los Pollos Hermanos da Gus, guidando in modo spericolato, e durante il tragitto, per paura di ciò che potrebbe accadere quando l'uomo lo vedrà, lascia un messaggio alla segreteria della moglie dicendole che l'ama. Non trova Gus, ma riceve una telefonata di Mike che gli dice che Jesse sta bene e che passerà la giornata con lui. Così Walt è costretto a continuare a lavorare nel laboratorio di Gus da solo. Mike e Jesse, intanto, per l'intera giornata vanno a riscuotere delle quote di denaro per tutto il New Mexico lasciate nei punti di scambio più disparati dagli acquirenti di Gus. A fine giornata però, mentre Mike è all'interno di un edificio dismesso, Jesse, che lo attende in auto, si accorge che alle sue spalle sono apparsi due tizi sospetti, uno dei quali armato di fucile. Jesse allora prende la macchina di Mike e riesce a fuggire dai due malviventi, ma si intuisce che tutto ciò è stato organizzato dallo stesso Gus per motivi ancora non chiariti. Più tardi ritorna a recuperare Mike, dopo aver seminato i due inseguitori. Da quel momento Mike e Jesse diventeranno colleghi. Walter e Skyler concludono l'acquisto dell'autolavaggio e per festeggiare vogliono bere qualcosa, ma prima di ciò arriva il messaggio di Walt alla segreteria: Skyler è sorpresa e poco dopo i due finiscono a letto insieme. La sera, a cena da Hank e Marie, Walt appare silenzioso e turbato, beve molto e, visibilmente alticcio, dice ad Hank che secondo lui Heisenberg è ancora in circolazione. Il giorno dopo Hank si mette a riesaminare il caso: scoprendo che il vegano Gale aveva nella sua rubrica il numero di Los Pollos Hermanos e che la stessa società aveva acquistato un costosissimo depuratore d'aria usato anche dai produttori di droga, nutre sospetti su Gus Fring.
- Guest star: Nigel Gibbs (Detective Tim Roberts).
- Altri interpreti: Ray Campbell (Tyrus Kitt), Ashley Kajiki (Cynthia), Rutherford Cravens (Agente di cambio del mutuo).

## Messi all'angolo
- Titolo originale: Cornered
- Diretto da: Michael Slovis
- Scritto da: Gennifer Hutchinson

### Trama
Un camion di Gus viene assaltato e la metanfetamina a bordo viene rubata. 
Dopo la sbronza della sera precedente, Walt si sveglia tardi e Skyler gli dice di essere molto preoccupata per la piega violenta che il suo lavoro sta prendendo. Walt le risponde con tono aggressivo che non è in pericolo perché tutta la produzione di droga dipende da lui. A questa ennesima violenza verbale, la donna decide di lasciare la casa. 
Quella sera, Walt va a prendere le chiavi dell'autolavaggio. Siccome l'ex proprietario, così come quando era il suo datore di lavoro, continua a trattarlo in malo modo, Walt decide di togliersi una piccola soddisfazione non consegnandogli il primo dollaro guadagnato con l'autolavaggio e appeso al muro in una cornice. Poco dopo, Walt rompe la cornice e usa il dollaro per comprare una bibita in un distributore automatico. Il giorno dopo, Walt compra al figlio una Dodge Challenger, dopodiché incontra Jesse fuori dal luogo di lavoro e, in separata sede, gli chiede come mai stia frequentando Mike. Jesse gli risponde che lo sta aiutando guardandogli le spalle e che lo ha addirittura salvato da un pericoloso agguato la sera precedente. Walt gli confida di ritenere che la tentata rapina subita da Jesse e Mike sia stata una messinscena, con l'unico obbiettivo di separarli, e che in tal modo Gus ovvierebbe al problema di non poter uccidere Jesse proprio a causa del legame con Walt. Jesse, indignato, non vuole saperne del ragionamento del socio e, poco dopo essere entrati in laboratorio, riceve una telefonata e se ne va, raggiungendo Mike. Il loro nuovo compito è quello di sorvegliare una casa abitata da tossicodipendenti che stanno vendendo la blue meth prodotta da Jesse e Walt; solo che la metanfetamina in loro possesso è stata rubata attraverso l'assalto a un camion di Los Pollos Hermanos, appartenente a Gus, adibito al trasporto della sostanza. Riusciti a entrare in casa per merito di Jesse, i due scoprono che gli assaltatori hanno lasciato un messaggio scritto sul coperchio del secchio della sostanza che recita in lingua ispanica: "Pronto a parlare?". Quella sera, Gus decide che al momento non scatenerà nessuna guerra e ordina a Mike di organizzare un incontro.
Nel frattempo, Skyler si reca al Four Corners Monument e lancia una moneta per far decidere alla sorte la destinazione per se stessa e la sua piccina. La moneta cade per due volte nella parte del Colorado, ma la donna decide di tornare a casa. Una volta arrivata, nota la vistosa macchina che Walt ha regalato a Walter Junior. Skyler si arrabbia con Walt e gli intima di riportarla indietro il giorno seguente, dato che il possesso di un'auto così costosa renderebbe poco credibile la "storia" che lei stessa ha architettato per nascondere la vera provenienza del denaro sporco, incassato da Walt preparando la droga. Quando Walt le fa notare che se restituisse l'automobile, Walter Junior incolperebbe lei per la decisione, Skyler, amareggiata, lo rimprovera di dover essere lei a proteggere la famiglia proprio dall'uomo che intende proteggerla, ovvero Walt.
- Guest star: Maurice Compte (Gaff), Damon Herriman (Scary Skell), Blake Barris (Tucker).
- Altri interpreti: Ray Campbell (Tyrus Kitt), Marius Stan (Bogdan Wolynetz), Jason Hill (Guardia del camion 1), Henry Herman (Guardia del camion 2), Luis Pimber (Sicario del cartello), Celia Holguin Anaya (Donna della lavanderia 1), Maria L. Pardo (Donna della lavanderia 2), Veronica Jaquez (Donna della lavanderia 3).

## Un cane difficile
- Titolo originale: Problem Dog
- Diretto da: Peter Gould
- Scritto da: Peter Gould

### Trama
Jesse continua a vivere male e passa il tempo a giocare a giochi del tipo sparatutto, che gli portano alla mente l'uccisione di Gale. Skyler decide di restituire la Dodge Challenger e Walt, furioso, decide di consumare le gomme dell'auto in un parcheggio per poi farla esplodere. Questo costerà a Walt circa 52.000 $ di spese complessive, grazie a Saul che intercede per lui evitandogli guai peggiori con la giustizia. Walt viene a sapere da Saul che Jesse ha incontrato più volte Gus, e così si reca dal ragazzo spiegandogli del suo piano per uccidere Gus: avvelenarlo con la ricina. Walt dà quindi a Jesse una fialetta con la sostanza che può usare per avvelenare Gus nel momento a lui più opportuno. Durante un incontro tra Gus e un rappresentante del Cartello, Jesse avrebbe l'opportunità di ucciderlo con la ricina durante la preparazione del caffè, ma desiste, venendo interrotto da Mike. Gus offre un pagamento una tantum di 50 milioni di dollari all'uomo del Cartello per chiudere definitivamente il rapporto tra le loro organizzazioni, ma l’uomo rifiuta l’offerta dicendo a Gus che lui sa benissimo che cosa vuole il Cartello. Hank intanto sospetta che Gus sia coinvolto nell'omicidio di Gale, comincia quindi a indagare privatamente sul suo conto e, per convincere la DEA, riesce a recuperare con uno stratagemma le impronte digitali di Gus, scoprendo che le stesse impronte sono state trovate nell'appartamento della vittima.
- Guest star: David Costabile (Gale Boetticher), Steven Michael Quezada (Steven Gomez), Jere Burns (Capogruppo), Michael Shamus Wiles (Agente George Merkert), Maurice Compte (Gaff).
- Altri interpreti: Fran Martone (Colleen), Michael Oliva (Membro del gruppo di supporto), Keith Meriweather (Primo uomo di Mike), Eric Steinig (Secondo uomo di Mike), Luis Pimber (Sicario del cartello).

## Fratelli
- Titolo originale: Hermanos
- Diretto da: Johan Renck
- Scritto da: Sam Catlin, George Mastras

### Trama
In un flashback si vede come Gus si sia recato da Hector il giorno dopo la morte dei suoi nipoti e gli abbia raccontato l'accaduto. Gus non si mostra per niente dispiaciuto per la morte dei cugini, e lascia - con sarcasmo -  intendere a Hector di essere stato lui a causarla avvisando Hank, informandolo anche della morte di Bolsa. Prima di andare via, Gus dice a Hector che è questo è il risultato del "sangue per sangue".
Hank riesce a convincere i suoi colleghi della DEA a interrogare Gus Fring riguardo all'omicidio di Gale, in seguito al ritrovamento delle sue impronte digitali sulla scena del crimine. Durante l'interrogatorio, Gus spiega di aver conosciuto Gale in quanto vincitore di una borsa di studio da lui istituita molti anni prima, e dice che dopo molto tempo senza contatti, il chimico lo aveva invitato di recente a casa sua per chiedergli un finanziamento. Per ultimo, Hank gli chiede se Gustavo Fring sia il suo vero nome, dato che non c'è alcuna informazione su di lui in Cile prima del 1986, anno in cui era immigrato in Messico: Gus attribuisce l'assenza di dati al regime di Pinochet, notoriamente inaffidabile nel conservare le informazioni anagrafiche. Gus quindi riesce brillantemente a sviare i sospetti nei suoi confronti di tutti gli agenti, tranne Hank, che continua a non arrendersi. Quest'ultimo rimane infatti sospettoso per la storia della totale assenza di informazioni e dal fatto che Fring non abbia avvisato la polizia del suo incontro con Gale dopo aver saputo del suo omicidio.
Hank con una scusa porta Walt davanti al locale "Los Pollos Hermanos", gli spiega i suoi sospetti verso Fring e gli chiede di mettere illegalmente un registratore di posizione sotto la sua macchina; Walt però entra nel locale e informa Fring del fatto: il suo boss gli dice di procedere e di piazzare il segnalatore sull'auto. Walter riferisce a Jesse dell'attività investigativa svolta da Hank e, per evitare che vengano tutti scoperti, cerca nuovamente di convincerlo a uccidere Gus. Rimasto solo per un momento, Walt controlla il cellulare di Jesse e scopre che, quando il ragazzo è con Mike, ha spesso l'opportunità di essere a stretto contatto con Gus: capisce quindi che Jesse sta diventando fedele al boss. 
In un flashback ambientato in Messico nel 1989 si scoprono le cause del conflitto tra Gus ed Hector Salamanca: molti anni prima, quando Gus lavorava in società con Max, suo compagno, e ancora non era riuscito a entrare nel commercio della droga, aveva proposto a Hector, Bolsa e il boss del Cartello, Don Eladio, di entrare in affari con loro, vendendo metanfetamina. Il Cartello, considerando la meth la "cocaina dei poveri", non è interessato alla nuova droga, e Max cerca di spiegare che la metanfetamina da lui prodotta è molto più pura di quella in circolazione. Inoltre Don Eladio si sente mancato di rispetto in quanto Gus dava metanfetamina ai suoi uomini con l'obiettivo di ottenere un incontro con lui. Allora Hector spara in testa a Max, costringendo Gus a sdraiarsi per terra e guardare negli occhi il cadavere del suo compagno mentre gli altri due uomini lo tengono fermo. Mentre Gus è a terra, Don Eladio gli dice che è vivo solo perché sa chi è veramente (riferendosi al suo misterioso passato in Cile). In questo momento si capisce il motivo del desiderio di vendetta di Gus nei confronti del Cartello e di Hector, al quale spetta il destino peggiore: vedere, inerme e incapacitato di agire, la propria famiglia sterminata.
- Guest star: Mark Margolis (Don Hector Salamanca), Steven Michael Quezada (Steven Gomez), Emily Rios (Andrea Cantillo), Michael Shamus Wiles (Agente George Merkert), Javier Grajeda (Juan Bolsa),  Nigel
Gibbs (Detective Tim Roberts), James Martinez (Max Arciniega), Steven Bauer (Don Eladio Vuente).
- Altri interpreti: Lavell Crawford (Huell Babineaux), Ian Posada (Brock Cantillo), Michael Sheets (Gary).

## Cimici
- Titolo originale: Bug
- Diretto da: Terry Donough
- Scritto da: Moira Walley-Beckett, Thomas Schnauz

### Trama
I risultati dati dal GPS mostrano a Hank che Gus ha le giornate tutte uguali, che trascorre tra casa e lavoro: ciò insospettisce Hank, che trova assurda questa monotonia e decide quindi di indagare ancora. Intanto l'autolavaggio di Skyler e Walt trae grandi profitti, tanto che Skyler propone a Walt di smettere di produrre droga. Lo stesso giorno, però, Ted Beneke, ex-capo e amante di Skyler, arriva all'autolavaggio chiedendo aiuto alla stessa, in quanto il fisco lo ha denunciato per evasione fiscale. Il giorno dopo Skyler aiuta Ted a cavarsela, con un "teatrino" nel quale, sfruttando un cavillo giuridico, cambierà la procedura da penale in amministrativa, facendo in modo che Ted, pagando una multa e le imposte evase, eviterà il carcere. Una volta usciti fuori dall'ufficio dove si stava tenendo l'accertamento però, Skyler apprende da Ted che non sarà in grado di pagare la sanzione.
Nel frattempo al laboratorio di metanfetamina un cecchino del Cartello messicano spara ad alcuni lavoratori di Gus, uccidendone uno. Gus spiegherà poi a Jesse che ai messicani lui serve vivo. Inoltre afferma che Jesse dovrà andare in Messico a insegnare a produrre la droga ai chimici del Cartello.
La sera successiva Walt va da Jesse, che gli chiede aiuto per prepararlo a eventuali imprevisti che potrebbero presentarsi in Messico con i chimici del cartello; per tutta risposta Walt gli chiede se è riuscito ad avvelenare Gus con la ricina, ma quando questo gli dice di no Walt si infuria: ha infatti scoperto che Jesse era stato invitato a cena dello stesso Gus la sera precedente, dove aveva sicuramente avuto occasione di avvelenarlo. Jesse, furioso per essere stato spiato, si avventa contro Walt e i due cominciano a picchiarsi furiosamente. Al termine della rissa Walt viene invitato da Jesse a non farsi vedere mai più.
- Guest star: Christopher Cousins (Ted Beneke), Maurice Compte (Gaff), Rob Brownstein (Agente speciale Beccaris).
- Altri interpreti: Ray Campbell (Tyrus Kitt), Scott Sharot (Cliente dell'autolavaggio), Eric Steinig (Uomo di Mike).

## Alla salute
- Titolo originale: Salud
- Diretto da: Michelle MacLaren
- Scritto da: Peter Gould e Gennifer Hutchinson

### Trama
In mezzo al deserto, Jesse, Mike e Gus attendono un aereo che li porterà in Messico. Una volta preso il volo, Gus rassicura Jesse, dicendogli che ce la può fare. 
Walt, reduce dalla rissa con Jesse, si perde la consegna del regalo di compleanno di Walter Jr., una nuova auto. Pensando ancora all'auto che il padre gli aveva regalato e che Skyler gli aveva fatto restituire, Walter Jr resta deluso dell'auto scelta dalla madre, che comunque usa per andare dal padre. Per giustificare il suo stato pietoso, Walt dice al figlio di essere finito in una rissa mentre giocava d'azzardo, e in seguito gli confida, in lacrime, di essersi meritato tutti i suoi guai. Il ragazzo lo consola e lo rimette a letto. Il giorno dopo Walt scopre che suo figlio è rimasto a dormire a casa sua e che gli ha rimesso a posto gli occhiali, danneggiati durante la rissa con Jesse; a quel punto, Walt gli racconta la storia della vita di suo padre, morto quando Walt aveva 6 anni a causa della malattia di Huntington e di come lui, nonostante i numerosi racconti della madre, abbia un unico vero ricordo di suo padre, risalente al giorno in cui lo aveva visto, ormai irriconoscibile e morente, sul letto d'ospedale. Al termine del racconto, Walter dice al figlio che non vuole che abbia di lui una brutta immagine; Walter Jr allora gli risponde che quello della notte precedente non può comunque essere un ricordo peggiore di quelli dell'ultimo anno passato insieme. 
Gus, Mike e Jesse vengono portati in un laboratorio del cartello: i chimici messicani capiscono che Jesse non ha alcuna competenza di chimica, ma il ragazzo, pur fingendo una sicurezza che non ha, riesce a farsi rispettare ottenendo la pulizia del laboratorio e soprattutto riuscendo a produrre metanfetamina pura al 96%. Ricevuti i complimenti dell'esponente del cartello che aveva parlato con Gus, viene a sapere che proprio Gus lo ha ceduto al cartello, e che dovrà quindi restare indefinitamente in Messico per cucinare.
Skyler, intenerita dalla situazione economica disastrosa di Ted, inventa con la complicità di Saul uno stratagemma per donargli la cifra sufficiente a pagare il fisco. Tuttavia, lo stesso Saul scopre che 3 ore dopo aver ricevuto la somma Ted è andato a comprarsi una Mercedes: la notizia fa arrabbiare Skyler che va nel suo ufficio e, fingendosi sorpresa e contenta dei soldi ricevuti da Ted, gli chiede se ha già pagato i debiti, scoprendo però che il suo ex capo non ha intenzione di pagare la sanzione, come da accordo con il fisco, ma di far riprendere gli affari della ditta cercando, tramite un consulente finanziario, un nuovo accordo per le tasse; quando Skyler gli dice in modo duro che deve pagare i debiti, Ted le risponde male invitandola ad andarsene. Furiosa per questa decisione e per il trattamento che Ted le riserva, la donna gli rivela che i soldi non gli sono stati ereditati da una prozia europea (come secondo la storia architettata con Saul), ma che glieli ha donati lei.
In Messico, a casa del boss del cartello di Juarez, don Eladio Vuente, Gus è a bordo piscina e prende una pillola mentre aspetta che arrivi il padrone di casa assieme alla sua scorta. Don Eladio si avvicina a Gus e lo abbraccia, ringraziandolo di aver evitato una guerra scegliendo di cedergli Jesse e la formula della metanfetamina. Gus fa le presentazioni di rito con Jesse e dona a don Eladio una bottiglia di Zafiro Añejo (una tequila invecchiata molto pregiata). Tutti fanno un brindisi tranne Mike, in disparte, e Jesse, che a detta di Gus è un alcolista e deve essere sobrio per poter cucinare. Insospettito dalla negazione del brindisi al ragazzo, don Eladio aspetta che sia Gus a bere per primo e, dopo che Gus l'ha fatto, brinda alla pace e dà il via a una festa con ragazze in bikini. Mentre tutti si divertono, Gus siede pensieroso: don Eladio si avvicina e gli dice di non avercela con lui per gli eventi passati perché gli affari sono affari. Gus allora si alza e gli chiede il permesso di andare in bagno: qua, inducendosi il vomito, espelle parte della tequila, che era avvelenata; così, mentre all'esterno tutti si sentono male, don Eladio compreso, lui resta vivo. Tornato a bordo piscina, Gus vi trova don Eladio che fatica a reggersi in piedi: il boss capisce allora che è Gus il responsabile dell'avvelenamento e tenta di scagliarsi contro di lui, ma cade senza vita nella piscina.
Nonostante la pastiglia presa e l'aver rigettato la tequila avvelenata, Gus accusa dei malori; Mike e Jesse allora lo portano di corsa alla macchina ma, mentre si allontanano, qualcuno spara e ferisce Mike: Jesse riesce a sparare all'aggressore e ad ucciderlo, quindi carica tutti in auto e scappa dalla villa di don Eladio.
- Guest star: Christopher Cousins (Ted Beneke), Maurice Compte (Gaff), Carlo Rota (Benicio Fuentes), Steven Bauer (Don Eladio Vuente).
- Altri interpreti: Ray Campbell (Tyrus Kitt), Tina Parker (Francesca Liddy), Rick Ortega (Cameriere), Stephen A. Eiland (Miguel), Amanda Fresquez (Sexy ragazza del cartello).

## Nuove identità
- Titolo originale: Crawl Space
- Diretto da: Scott Winant
- Scritto da: Sam Catlin, George Mastras

### Trama
Jesse trasporta Mike e Gus, entrambi in fin di vita, in un pronto soccorso improvvisato all'interno di un capannone. Gus viene ricevuto per primo e sottoposto a dialisi, dopodiché anche Mike viene curato per il colpo ricevuto. Durante la permanenza all'interno del pronto soccorso, Jesse si accorge che Gus aveva previsto tutto e aveva preso ogni tipo di precauzione per poter curare tutti e tre, indipendentemente da come fosse andato l'incontro con don Eladio. Il primo a ristabilirsi è appunto Gus, che insieme al giovane si incammina verso il confine e, durante il tragitto lo informa del fatto che, dati gli ottimi risultati ottenuti nel laboratorio in Messico, ha deciso di affidare a Jesse il suo laboratorio facendolo lavorare da solo, e di eliminare Walter. Nonostante il litigio con Walt, Jesse si oppone, rispondendo a Gus che se ucciderà Walt lui non cucinerà più. Gus gli dice che qualsiasi altra soluzione non funzionerebbe.
Nel frattempo, Walt continua ad accompagnare Hank nelle proprietà di Gus perché l'agente vuole scoprire dove nasconde il laboratorio di metanfetamina. Hank lo informa di aver scoperto che Gus possiede una lavanderia e che il sistema di filtraggio dell'aria è piuttosto particolare per le esigenze di essa; inoltre, questo sistema è stato acquistato dal chimico Gale Boetticher poco prima di essere ucciso. Walter, terrorizzato dal fatto che Hank stia iniziando a nutrire seri sospetti e che si stia gradualmente avvicinando alla verità, prima finge di non aver capito dove girare e poi si scontra volontariamente con un'altra auto, cosicché Hank non possa recarsi in lavanderia. Tutto ciò è comunque solo rimandato: qualche giorno dopo Hank, rimasto leggermente ferito dall'incidente, informa lui e il resto della famiglia che ha acquistato un'auto con i comandi al volante, così da poter muoversi autonomamente.
A casa, Skyler riceve una chiamata da parte di Ted che si scusa per i toni aggressivi avuti nel loro ultimo incontro e la invita a casa sua. Durante l'incontro, Ted le dice che le restituirà subito i soldi che lei gli aveva donato ma Skyler si oppone: se infatti Ted non pagasse le tasse, gli agenti del fisco potrebbero indagare anche su di lei dato che il suo nome compare nei libri contabili dell'azienda che lei stessa ha falsificato. Con un giro di parole, Ted le spiega che, anche se dovesse pagare le tasse, la sua ditta fallirebbe comunque perché la sua esposizione con le banche lo manderebbe in bancarotta e le fa capire che magari, se gli ha donato i soldi per le tasse, potrebbe dargli anche qualcosa per le banche. Skyler, furiosa, strappa l'assegno che l'uomo le aveva fatto per restituirle ciò che lei gli aveva dato e gli dice che deve pagare la multa ed evitarle guai, ma Ted non ne ha alcuna intenzione. Di conseguenza Skyler si rivolge a Saul, che manda a casa di Ted due "addetti al recupero crediti", ovvero i suoi scagnozzi Kuby e Huell. Ted viene costretto a firmare l'assegno intestato al fisco, ma subito dopo tenta la fuga inciampando però nel tappeto, quindi sviene sbattendo la testa contro un mobile.
Jesse e Gus fanno visita a don Hector Salamanca nella casa di riposo dove alloggia. Gus gli dice che ha ucciso tutti i boss del suo cartello e che anche suo nipote Joaquin (il ragazzo ucciso da Jesse alla fine dell'episodio precedente) è stato ucciso: il nome dei "Salamanca" finirà alla morte di Hector. Dicendogli che vuole mostrargli anche chi è stato a uccidere Joaquin, Gus gira la carrozzella di Hector verso Jesse, a cui il vecchio rivolge un'espressione rabbiosa.
Dopo quattro giorni di assenza a causa dell'incidente in macchina, Walter torna nel laboratorio. Qui si accorge che durante la sua assenza qualcuno ha preparato metanfetamina e capisce che è stato Jesse: precipitatosi a casa del ragazzo, che si trova insieme ad Andrea e al figlio Brock, lo supplica di parlare con lui e di non accettare l'offerta di Gus, che lo condannerebbe a morte. Adirato, Jesse gli rinfaccia di non averlo aiutato in precedenza e lo caccia via. Alle spalle di Walt spuntano allora gli uomini di Gus, che lo stordiscono con un manganello elettrico e lo portano via. La mattina dopo, Walter è bendato, legato e inginocchiato in mezzo al deserto, dove arriva una macchina dalla quale scende Gus. Dopo avergli tolto il cappuccio, il boss gli dice che è licenziato e che non deve farsi più vedere né in lavanderia né vicino a Jesse. Walt però gli risponde che sa bene che Gus non può ucciderlo perché, nonostante tutte le liti che hanno avuto e i tentativi di Gus di metterli l'uno contro l'altro, Jesse non glielo perdonerebbe e smetterebbe di cucinare per lui. Mostrandosi sicuro di riuscire a far cambiare idea a Jesse, Gus abbandona Walt ma non prima di avergli detto che, visto l'insuccesso dei suoi tentativi per insabbiare le indagini e i sopralluoghi di Hank, ora se ne occuperà lui, minacciando inoltre di uccidere la moglie e i figli di Walt nel caso ostacolasse la morte di Hank. Walt, in lacrime, viene liberato e lasciato nel deserto. 
In preda al panico, Walter va da Saul e gli chiede il numero dell'uomo di cui l'avvocato gli aveva parlato per sparire con tutta la famiglia e avere delle nuove identità. Saul gli dà tutte le informazioni e gli dice che il servizio gli costerà più di mezzo milione di dollari; Walt gli risponde che i soldi non sono un problema e, per salvare la vita al cognato, chiede a Saul di chiamare anonimamente l'unità antidroga per avvisare della minaccia di morte per Hank, tuttavia non menzionando Gus e anzi dicendo soltanto che è da parte del cartello messicano. Walt allora corre a casa e, cercando i soldi nascosti nel seminterrato, scopre che ne manca una grande quantità: quando chiede a Skyler che fine abbia fatto il denaro, la donna lo informa del fatto che ha dato i soldi a Ted per poter pagare il fisco e non far finire nei guai la loro famiglia. Constatando che i soldi non sono sufficienti per mettere in salvo la propria famiglia e che quindi la loro morte a opera di Gus è soltanto questione di tempo, Walter scoppia in lacrime che però si trasformano subito in una risata isterica. Intanto, il telefono squilla: è Marie, che ha chiamato per dire loro che l'unità antidroga ha ricevuto una telefonata anonima che informa di un'imminente minaccia di morte per Hank.
- Guest star: Mark Margolis (Don Hector Salamanca), Christopher Cousins (Ted Beneke), Emily Rios (Andrea Cantillo), Bill Burr (Patrick Kuby), JB Blanc (Dr. Barry Goodman).
- Altri interpreti: Ray Campbell (Tyrus Kitt), Lavell Crawford (Huell Babineaux), Tina Parker (Francesca Liddy), Ian Posada (Brock Cantillo).
- Non accreditati: Christopher King (Chris Mara).

## Cercando vendetta
- Titolo originale: End Times
- Diretto da: Vince Gilligan
- Scritto da: Moira Walley-Beckett, Thomas Schnauz

### Trama
Walter e Skyler preparano i bagagli per trasferirsi a casa di Hank dove, dopo la minaccia di morte, la DEA ha messo la casa del proprio agente sotto protezione. Walter informa Skyler che non la seguirà perché è lui il vero obiettivo e deve affrontare le conseguenze delle proprie azioni da solo; per non destare sospetti, a Hank, Marie e al figlio Walter Jr. dice di dover mandare avanti l'autolavaggio e che li raggiungerà appena possibile. Una volta salutata Skyler, Walter si siede in giardino, a bordo piscina con la pistola, in attesa dei killer mandati da Gus.
Intanto, a casa Schrader, Hank non è affatto preoccupato per la minaccia ed è convinto che tutto sia stato organizzato da Gus per evitare che possa continuare a indagare su di lui in autonomia. Hank convince il collega Steven Gomez a recarsi presso la lavanderia di Gus per fare un sopralluogo non ufficiale: Steven ci va insieme a un collega e, mostrandosi molto cordiale e raccontando una storia assurda all'addetto-capo della lavanderia, riesce a fare una perquisizione senza mandato, durante la quale scatta numerose foto ma, anche con l'aiuto di un cane anti-droga, non riesce a scoprire nulla. Gomez porta le foto ad Hank che passa ore ed ore a guardarle in cerca di un particolare che possa suggerirgli la presenza di un laboratorio. Durante la perquisizione Jesse, che si trova in laboratorio, deve fermare la produzione di metanfetamina e riceve una telefonata da parte di Gus che gli fa notare che quello che sta accadendo in lavanderia è colpa di Walter e che dunque deve essere eliminato. Nonostante la rottura con Walt, il giovane ribadisce che se Gus lo ucciderà allora lui non cucinerà più. Gus, contrariato, riattacca dicendo che agirà di conseguenza.
Finita la perquisizione, Jesse viene nascosto dentro un camion della lavanderia e portato in mezzo al deserto, dove aveva lasciato l'auto. Lì prova a chiamare Walter senza successo e allora ascolta i messaggi che ci sono in segreteria, scoprendone quattro lasciati da Saul, con un tono sempre più preoccupato. Jesse va allora da Saul che lo informa che sta scappando dopo aver saputo della minaccia alla famiglia di Walter da parte di Gus, gli consegna i soldi che teneva per suo conto pregandolo di non cercarlo più e se possibile di "mettere una buona parola" nei suoi confronti con Gus. Tornato a casa, Jesse viene chiamato da Andrea che, disperata, gli dice che suo figlio Brock è malato. Arrivato in ospedale, trova la ragazza sconvolta che gli dice che i medici non sanno di cosa si possa trattare e che il figlio sta peggiorando ed è in terapia intensiva. Non potendo aspettare all'interno, Jesse esce nel parcheggio dell'ospedale per fumare ma aprendo il pacchetto di sigarette si accorge di non avere più la sigaretta con la ricina, destinata a Gus: corre allora da Andrea per dirle di informare i medici che Brock è stato avvelenato con la ricina. Andrea, insospettita dalle parole di Jesse, rientra per informare i medici, mentre il ragazzo invece va a casa di Walter. 
Walt, barricato in casa con la pistola, fa entrare Jesse e gli racconta le minacce ricevute da Gus, dicendogli che ormai la resa dei conti è solo questione di tempo; nel mentre, lascia la pistola sul cuscino del divano. Furioso, Jesse la afferra e gliela punta contro incolpandolo dell'avvelenamento del bambino, visto che solo loro due sapevano della sigaretta con la ricina: stando a Jesse, Walter avrebbe avvelenato Brock per vendetta con l'aiuto di Saul, dato che nel pomeriggio era stato perquisito da Huell. Walt tenta di far ragionare Jesse e gli risponde che il responsabile dell'avvelenamento di Brock è Gus: il piano del boss sarebbe stato quello di ingannare Jesse facendogli credere che Walt avesse avvelenato Brock, in modo tale da separare definitivamente i due soci e spingere proprio Jesse a uccidere Walt, cosa che attualmente Gus non può fare proprio per la lealtà che, nonostante tutto, Jesse mostra nei confronti dell'ex socio. Walt sottolinea il fatto che Gus è sempre stato un passo avanti e che probabilmente era a conoscenza della loro intenzione di assassinarlo con la ricina; inoltre ricorda a Jesse dell'uccisione di Tomas, fratello di Andrea, e di come Gus allora non aveva fatto nulla per evitare l'omicidio di un bambino. Jesse si convince e torna dalla parte di Walt: così i due elaborano un piano per uccidere Gus.
Jesse torna in ospedale e aspetta notizie da parte di Andrea. La mattina dopo riceve la visita di Tyrus che gli ordina di tornare in laboratorio, ma lui si rifiuta. Tyrus allora chiama Gus che arriva con l'auto in ospedale per convincere il giovane a tornare a lavorare: nel frattempo Walt piazza una bomba sotto l'auto di Gus. Ma una volta terminato il colloquio, il boss si ferma a qualche decina di metri dalla macchina, pensieroso e sospettoso. Walter infatti è su un tetto vicino con un radiocomando che attiverebbe l'ordigno, ma vede il boss fermo immobile, che guarda verso gli edifici davanti all'ospedale. Li controlla lentamente uno a uno e, pur non scorgendo nulla, decide di lasciare l'auto dove si trova e si allontana a piedi, come se già sapesse tutto.
- Guest star: Steven Michael Quezada (Steven Gomez), Emily Rios (Andrea Cantillo), Ray Campbell (Tyrus Kitt), Mike Batayeh (Dennis Markowski).
- Altri interpreti: Lavell Crawford (Huell Babineaux), Tina Parker (Francesca Liddy), Ian Posada (Brock Cantillo), Virginia Montero (Mrs. Cantillo), T.C. Warner (Infermiera pediatrica), Matt Berlin (Agente della DEA), Mike Valverde (Agente col cane).
- Non accreditati: Christopher King (Chris Mara).

## Fine della storia
- Titolo originale: Face off
- Diretto da: Vince Gilligan
- Scritto da: Vince Gilligan

### Trama
Walter toglie la bomba sotto l'auto di Gus e poi raggiunge Jesse all'interno dell'ospedale, chiedendogli di pensare a un posto alternativo dove piazzare l'ordigno senza essere scoperti, ma proprio allora arrivano due detective che chiedono al ragazzo di seguirli e iniziano a interrogarlo sulla sua intuizione relativa all'avvelenamento di Brock. Walt allora si precipita da Saul, rompendo il vetro della porta e facendo infuriare la segretaria, che pretende 25.000 dollari per dargli il nuovo recapito dell'avvocato. L'uomo corre quindi a casa a prendere i soldi ma quando è quasi arrivato si ferma, sospettando che all'interno ci siano gli uomini di Gus pronti a ucciderlo. Chiama allora la vicina e le chiede di entrare per controllare se avevano lasciato i fornelli accesi: effettivamente, quando la donna entra in casa, due uomini escono dal giardino. Walt allora entra in casa e corre verso la botola del seminterrato dove nasconde i soldi ma, quando sta per uscire, vede che i due stanno tornando dentro casa e decide di scappare attraverso il seminterrato.
Durante il colloquio con gli agenti, Jesse scopre che a segnalarlo alla polizia è stata Andrea, allarmata dal fatto che la sera prima il giovane le avesse riferito di informare i medici che il figlio Brock era stato avvelenato con la ricina: dato che la stessa è un rarissimo veleno, il bambino non poteva averlo assunto consapevolmente. A questo punto arriva Saul, contattato da Jesse, che manda via gli agenti e informa il giovane che, semmai fosse confermato l'avvelenamento con la ricina, per Jesse ci sarebbe poco da fare. Jesse poi gli chiede di riferirgli un luogo dove poter piazzare l'ordigno per eliminare Gus. 
Saul gira a Walt l'informazione: la casa di riposo di Hector Salamanca, dove Gus talvolta si reca per tormentare il vecchio boss. Così Walt va da Hector e lo convince ad allearsi contro Gus: come prima parte del piano, il vecchio chiama un'infermiera e usando il campanello e una lavagna le chiede di poter parlare con l'unità antidroga. Più tardi, Gomez si reca a casa di Hank, che intanto dalle foto della lavanderia ha scoperto che questa ha un consumo di energia di molto superiore a una normale lavanderia. Gomez riferisce a Hank che Salamanca ha richiesto con insistenza di parlare con lui, il quale decide quindi di recarsi all'ufficio per interrogarlo. Il vecchio boss però delude le attese e anzi, restando fedele al rifiuto di aiutare la polizia, si rivolge a Hank insultandolo. Tuttavia, questo è solo un artificio per far credere a Gus che Hector sia andato dall'unità antidroga per collaborare e magari incastrarlo: infatti fuori dall'edificio è appostato Tyrus, che vede Hector uscire e avverte Gus. Walt allora aspetta Hector nella sua stanza, e il vecchio è deciso a continuare il piano: poco dopo entra Tyrus per controllare che non ci siano microfoni o videocamere, dopodiché esce e informa Gus che la strada è libera e che possono andare dal vecchio boss; Gus allora decide di andare a ucciderlo di persona. Walt, che era nascosto appena fuori dalla finestra di Hector, si allontana in tutta fretta. Nel frattempo l'esame tossicologico scagiona Jesse: risulta infatti che Brock non è stato avvelenato con la ricina. Mentre esce dalla stazione di polizia, Jesse viene preso di forza dagli uomini di Gus che lo riportano in laboratorio, dove la produzione è rimasta ferma per giorni. 
Gus arriva alla casa di riposo ed entra nella stanza di Hector, gli si siede davanti e, mentre Tyrus prepara un'iniezione letale, lo insulta per aver parlato con l'unità antidroga: Hector evita il suo sguardo con una smorfia di sofferenza e paura. Quando Gus soddisfatto sta per somministrargli il veleno, Hector si gira, lo guarda negli occhi con un'espressione rabbiosa e inizia a suonare ripetutamente il campanello, facendo esplodere la bomba che Walter ha legato di nascosto alla sedia a rotelle. Un istante prima dell'esplosione, Gus capisce che è una trappola e cerca di mettersi al riparo proprio quando l'ordigno esplode. Qualche istante dopo, Gus esce dalla stanza e cerca di ricomporsi, dando l'impressione di averla scampata nuovamente, ma cambiando inquadratura si nota che tutta la parte destra del corpo è stata devastata dalla bomba: dopo qualche istante, Gus crolla a terra e muore.
In un parcheggio Walter ascolta alla radio la notizia dell'esplosione avvenuta nella casa di riposo, apprende che i morti sono tre e quindi capisce che, oltre a Hector, sono morti anche Gus e Tyrus. Si reca allora al laboratorio sotto la lavanderia, dove fa fuori le guardie di Gus e informa Jesse, della morte del loro ex capo. I due, insieme, distruggono il laboratorio versando composti chimici vari e dando fuoco a tutto, cancellando anche tutte le loro impronte nell'ingresso. 
Walt e Jesse vanno insieme in ospedale per avere notizie di Brock: qui apprendono che il bambino aveva assunto delle semplici bacche di mughetto, probabilmente scambiandole per piccoli frutti, e che sopravvivrà. Walter chiama Skyler a casa di Hank, che insieme al resto della famiglia e all'unità antidroga stava guardando in TV le immagini dell'esplosione. In risposta alla richiesta di Skyler di spiegare, Walter risponde che è finita e che ha vinto, facendo intendere a Skyler che è lui il responsabile dell'esplosione all'ospedale; poi riaggancia, sale in auto e se ne va.
Nel giardino della casa di Walt, si intravede un piccolo cartello posto sotto una pianticella dai fiori bianchi e dalle bacche rosse, dove c'è scritto Convallaria majalis, nome scientifico del mughetto: è stato Walter ad avvelenare Brock.
- Guest star: Mark Margolis (Don Hector Salamanca), Steven Michael Quezada (Steven Gomez), Michael Shamus Wiles (Agente George Merkert), Ray Campbell (Tyrus Kitt), Myra Turley (Badante), Gonzalo Menendez (Detective Kalanchoe).
- Altri interpreti: Tina Parker (Francesca Liddy), Jason Douglas (Detective Munn), Matt Berlin (Agente della DEA), Kevin Wiggins (Uomo di Gus), Augusta Meyers (Reporter), Lorenzita Anaya (Anziana), Marty Smith (Speaker del bingo), Erica Viking (DJ alla radio 1), Steve Ruiz (DJ alla radio 2).
- Non accreditati: Christopher King (Chris Mara).